# Malin Berggren
Malin Sofia Katarina Berggren (31 oktober 1970) is een Zweedse zangeres en songwriter, vooral bekend als voormalig lid van de popgroep Ace of Base. 

## Levensloop
Al van jongs af aan was ze geïnteresseerd in muziek en in 1987 richtte ze samen met haar zus Jenny, haar broer Jonas en hun vriend Ulf Ekberg de band op. Voordat ze Ace of Base oprichtte, zong Malin in het kerkkoor. Ze werd geboren in Göteborg, Zweden.

### Ace of Base
Toen Ace of Base in 1990 een platencontract kreeg bij het Deense label Mega Records, besloot Malin – die toen bekend werd als Linn – haar carrière als lerares op pauze te zetten.

#### Frontvrouw (1992–1996)
Tijdens de promotie van het eerste album van Ace of Base was Linn de voornaamste leadzangeres van de meeste singles en was ze meestal het middelpunt in de videoclips, hoewel op sommige nummers ("The Sign", "Waiting for Magic") en albumtracks de leadzang werd gedeeld met Jenny. Linn had een bescheiden rol in de compositie van Happy Nation en The Sign, met slechts een co-schrijverskrediet op één nummer van een heruitgave van het eerste album. Ze had echter een belangrijke invloed op de ontwikkeling van "All That She Wants", en stond erop dat het nummer van majeur naar mineur werd veranderd.
In 1994 drong een Duits meisje het huis van de familie Berggren binnen, met Linn als doelwit. Linn was op dat moment niet thuis, maar het meisje viel Jenny en hun moeder aan met een mes. Dit incident had grote impact op Linn.
Tijdens de release van het tweede album The Bridge werd de vocale en media-aandacht meer gelijk verdeeld tussen haar en haar jongere zus Jenny. Linn had een grotere rol in de compositie van The Bridge en schreef en produceerde meerdere nummers voor het album. Na afronding van het album werd gemeld dat Linn kampt met terugkerende, niet-gespecificeerde stemproblemen.
Vanaf eind 1995 begon Linn haar ongemak te uiten over het succes van de band. In een interview zei ze: "Deze business, ik wil er niet te lang in blijven." In 1996 zei ze: "Dit was nooit mijn plan. Voor mij is dit te groot, vooral het succes in Amerika. Het lijkt misschien niet zo, maar het kost enorm veel energie om jezelf zo naar succes te duwen. We moeten vooruit, maar ik wil achteruit." Ze sprak ook over haar vliegangst: "Als het vliegtuig naar beneden gaat, slaat mijn hart over en kan ik niet ademen, praten, spreken of bewegen." De band maakte in 1995 maar liefst 179 vluchten, wat Linn ontmoedigde om te blijven toeren. Ze overwoog toen om met de trein of auto te reizen en nauwelijks nog promotie te doen. Tijdens de promotie in Azië voor The Bridge in 1996 vertrok Linn voortijdig, en de rest van de band zette de promotie zonder haar voort. Haar laatste optreden als frontvrouw was met "Beautiful Life" tijdens de World Music Awards in mei 1996.

#### Achtergrondrol (1997–2003)
In 1997 zei Linn: "Ik wilde zingen; ik wilde nooit een zangeres worden." Dat jaar begon ze zich geleidelijk terug te trekken uit de schijnwerpers, wat uiteindelijk leidde tot haar laatste publieke optreden in 2002. Volgens haar broer Jonas leidt Linn sindsdien een rustig leven.
In 1997 werd gesuggereerd dat Linn een soloproject zou starten met het nummer "Lapponia", dat eerder was ingediend voor The Bridge en later voor Flowers. Het zou worden begeleid door een documentaire over de Sámi-cultuur, maar het nummer werd nooit officieel uitgebracht.
Vanaf 1997 verscheen Linn tijdens concerten alleen nog op de achtergrond achter de keyboards. In haar laatste persoonlijke tv-interview uit 1997 zei ze dat ze wilde proberen wat Jenny had gedaan: niet langer het middelpunt van de band zijn. Tijdens de World Music Awards in april 1997 speelde ze tijdens "Ravine" keyboard op de achtergrond. Claes Cornelius van Mega Records gaf aan dat ze niet mee wilde doen aan de show vanwege de zware make-up die vereist was. In juli 1997 speelde de band voor de 20e verjaardag van prinses Victoria. Linn speelde vooral op de achtergrond, maar zong vóór de show een a capella-nummer op de voorgrond.
Promotiefoto’s voor het album Flowers / Cruel Summer uit maart 1998 toonden Linn nog als gelijkwaardig bandlid, maar later promotiemateriaal bevatte vaak wazige of ongelukkige foto's van haar. Op Flowers stond zelfs een foto van Linn die deels verborgen was achter een blauw ontwerp in het boekje.
Volgens Jonas was het verzoek van Clive Davis om Linn het nummer "Everytime It Rains" te laten inzingen de druppel. Arista Records wees Jenny's versie af en stond erop dat alleen Linn het zou zingen. Haar vocale bijdragen werden op de albums daarna sterk verminderd. Vanaf "Life is a Flower" verscheen ze nauwelijks nog in videoclips en mime-de haar zangdelen niet meer. In de video voor "Cruel Summer" liep ze zelfs van de set weg. Regisseur Nigel Dick verklaarde later dat zij zonder zijn aandringen helemaal niet zou zijn verschenen.
In 1998 beweerde Bravo dat Linn ernstig ziek was, mede gebaseerd op haar uiterlijk tijdens het tv-programma The Dome in Duitsland. In haar laatste radio-interview op Mix FM in Libanon zong ze "All That She Wants" a capella.
De band en het management gaven verschillende verklaringen voor Linns gedrag: terugkerende stemproblemen, vliegangst, verlegenheid en zelfs "camerafobie". De steekpartij in 1994 kan ook een rol hebben gespeeld. In 2007 zei Ulf dat Linn zich simpelweg had teruggetrokken omdat ze niet langer wilde meedoen.
In de videoclip voor "C’est la Vie (Always 21)" uit 1999 leek Linn gelukkig en actief betrokken, al mime-de ze haar zang niet en was haar schermtijd beperkt. De band ging toen voornamelijk verder als duo met Jenny en Ulf, wat volgens Jonas tot "minder vragen" over Linn leidde. In 2002 schreef Linn mee aan drie nummers op Da Capo, maar haar zang kwam op minder dan de helft van het album voor. Haar laatste publieke optreden was bij een Duitse tv-show ter promotie van Da Capo, waar ze op de achtergrond keyboard mime-de. In de videoclip van "Unspeakable" uit december 2002 verscheen ze voor het eerst sinds 1996 weer prominent in close-ups. Ze is sindsdien niet meer publiekelijk gezien. Op 24 september 2003 werd haar profiel op de officiële website van de band bijgewerkt, waaruit bleek dat haar favoriete nummer op Da Capo "Ordinary Day" was.

#### Hiatus (2004–2007)
In het voorjaar van 2005 leek Linn volgens interviews van Jenny plannen te hebben om terug te keren, maar ze bleef buiten beeld. Tijdens Night of the Proms in België (15 concerten in oktober en november 2005) was alleen Jenny, Jonas en Ulf aanwezig. Linn nam in die periode achtergrondzang op voor het nummer "High Life" van Jenny’s band Arose, dat in februari 2006 uitkwam. In 2006 werd gemeld dat Ace of Base zes nieuwe nummers had opgenomen met zang van zowel Malin als Jenny. Enkele van deze tracks verschenen later op het verzamelalbum Hidden Gems (2015).

#### Vertrek (2007)
In een interview van 20 juni 2006 meldde Ulf dat Malin terug was naar de universiteit om Judaïca te studeren en weer zang zou opnemen. Maar op 30 november 2007 werd bevestigd dat Malin de band had verlaten. Jenny bevestigde dit in de Deense pers: "Ze is al jaren geen deel meer van Ace of Base." Ulf voegde toe: "Ze had geen behoefte aan roem. Ze hield van haar fans, maar niet van de roem." De overige leden beloofden haar nooit meer te vragen terug te keren. Haar beeltenis werd tijdelijk verwijderd van de officiële website, maar keerde terug bij de release van Hidden Gems.

### Persoonlijk leven
Linn spreekt meerdere talen: haar moedertaal is Zweeds, maar ze spreekt ook vloeiend Engels en Duits, en heeft kennis van Spaans, Russisch en Frans. Verdere details over haar privéleven zijn onbekend. In tegenstelling tot de andere bandleden die openlijk over hun relaties spraken, heeft Linn zich volledig teruggetrokken. Jonas bevestigde in 2015 dat hij Linn nog regelmatig ziet en dat zij een rustig leven leidt, zonder interesse in roem of een muzikale terugkeer.

## Bijdragen aan de muziek van Ace of Base

### Zang
Linn zong op alle originele nummers van Ace of Base, behalve:
- "Fashion Party" (Jenny, Ulf & Jonas)
- "My Mind" (Jenny & Ulf)
- "Dimension of Depth" (instrumentaal)
- "Ravine" (Jenny)
- "Experience Pearls" (Jenny)
- "Wave Wet Sand" (Jenny)
- "Mercy Mercy" (Jenny)
- "I Pray" (Jenny & Ulf)
- "Donnie" (VS-versie) (Jenny)
- "Don't Go Away" (Jenny)
- "Unspeakable" (Jenny)
- "Beautiful Morning" (Jenny)
- "Remember the Words" (Jenny)
- "World Down Under" (Jenny)
- "Wonderful Life" (Jenny)
- "What's the Name of the Game" (Jenny)
- "Show Me Love" (Jenny)
- "The Juvenile" (Jenny)

### Songwriting
Linn schreef mee aan de volgende nummers:
- "Hear Me Calling"
- "Strange Ways"
- "Whispers In Blindness"
- "Just N Image"
- "Lapponia" (demo)
- "Love in December"
- "Beautiful Morning"
- "Change With the Light"
- "What's the Name of the Game"
- "Pole Position"
- "Moment of Magic"
- "Memories Forever"

### Productie
Linn produceerde mee aan:
- "Strange Ways"
- "Whispers In Blindness"
- "Just N Image"
- "Lapponia"

### Overige
Trad op tijdens de 20e verjaardag van prinses Victoria op 14 juli 1997.